# 納税義務者
納税義務者（のうぜいぎむしゃ）とは、租税を納める義務（納税義務）を課される者または課される可能性のある者のことである。租税債務者ともいう。

## 概要
納税義務者は、課税要件の一つであり、納税義務が成立するための人的な要件である。
その者に課税物件が帰属し、その課税物件に対する課税標準が決まり、その課税標準に税率をかけて税額を算定することで、納税義務が成立する。

## 意義

### 狭義
狭義の納税義務者は、租税法（租税実体法）の規定により、納税義務を負担させられる者を指す。

### 広義
広義の納税義務者には、以下の者も含まれる。
納税者
国税通則法2条5号においては、「納税者」の定義として、「国税に関する法律の規定により国税（源泉徴収等による国税を除く。）を納める義務がある者（国税徴収法に規定する第二次納税義務者及び国税の保証人を除く。）」と規定している。
国税徴収法2条6号においては、「納税者」の定義として、「国税に関する法律の規定により国税（国税通則法（昭和37年法律第66号）第2条第2号（定義）に規定する源泉徴収等による国税を除く。）を納める義務がある者」と規定している。
徴収納付義務者
国税通則法2条5号および国税徴収法2条6号において、「納税者」の定義の中で、「源泉徴収等による国税を徴収して国に納付しなければならない者」も納税者として規定されている。これを上記の「納税者」と区別し、「徴収納付義務者」と呼ぶ場合がある。
連帯納税義務者
国税通則法などの規定により、1つの納税義務を負担する複数の者をいう。
第二次納税義務者
国税徴収法などの規定により、納税者の国税を納付する義務を負う者をいう。
滞納者
納税者で、その納付すべき国税を、その納付の期限までに納付しない者をいう（国税徴収法2条9号）。
納税管理人
個人である納税者が納税地に住所・居所（事務所・事業所を除く。）を有しない場合、法人である納税者が納税地に事務所・事業所を有しない場合において、納税申告の処理や事務を代行する者として、その納税者が選定した者をいう（国税通則法117条）。

## 種類

### 直接税
所得税・法人税などの直接税の納税義務者は、無制限納税義務者と制限納税義務者に分けられる。
無制限納税義務者
日本に住所・居所を有することにより日本の課税権に服し、日本国内外に源泉のある課税物件のすべてについて納税義務を負う者。
制限納税義務者
日本に住所・居所を有しないが、財産などを日本に有することにより日本の課税権に服し、日本国内に源泉のある課税物件についてのみ納税義務を負う者。

### 間接税
間接税（間接消費税）の納税義務者は、正規の納税義務者と拡張的納税義務者に分けられる。
正規の納税義務者
通常の流通・消費の過程を経る課税物件の納税義務者とされている者。具体的には、国内で製造・移出される課税物件については事業者・製造者、保税地域から引き取られる課税物件については引取者が該当する。
拡張的納税義務者
通常の過程を経ずに流通・消費される課税物件の納税義務者とみなされている者。具体的には、製造場において酒類を飲用した製造者や、保税地域において外国貨物を消費・使用した者などが挙げられる。

## 人的課税除外
立法政策上は納税義務者となる者のうち、法律の規定により課税の対象から除外することを人的課税除外（人的非課税）という。人的課税除外は、その者の特殊性や公益上の必要などの理由により認められる。
具体的には、「外交関係に関するウィーン条約」、「国際連合の特権及び免除に関する条約（英語: Convention on the Privileges and Immunities of the United Nations）」などに基づく、外交官等・国連職員およびその家族に対する免税特権が挙げられる。

## 税理士
納税者の求めに応じ、租税（一部を除く。）に関する税務代理その他の事務を行うことを業とする税理士は、税務に関する専門家として、独立した公正な立場において、申告納税制度の理念にそって、納税義務者の信頼にこたえ、租税に関する法令に規定された納税義務の適正な実現を図ることを使命としている（税理士法1条、2条）。